# Нуочаха
Нуочаха — село в Хангаласского улусе Республики Саха (Якутия) России.
Согласно данным переписи населения 2010 года, проживало 4 человека. Рядом с селом находится одноименное озеро. В годы 2-й Мировой Войны благодаря большой популяции рыбы на этом озере, местные жители не испытали массового голодания, в отличие от других районов и регионов.

## География
Село находится в 42 километрах от Покровска. Самый восточный и единственный пункт Хангаласского улуса, находящийся за пределами берегов реки Лена.

## Население
| 2002 | 2010 | 2021 |
| ---- | ---- | ---- |
| 4    | →4   | ↘3   |